# Sally Elizabeth Woodová
Sally Elizabeth Woodová, známá také jako Sally Eliza Woodová (7. ledna 1857 – 30. ledna 1928), byla kanadská fotografka, která žila v Québecu. Po studiu u Williama Notmana pracovala pro Johna A. Wheelera, dokud si v roce 1897 neotevřela vlastní ateliér. Je připomínána zejména pro své pohledy na místní architekturu a venkovské scenérie v okrese Brome. 

## Životopis
Sally Elizabeth Woodová se narodila v Knowltonu v okrese Brome jako nejmladší dcera Philipa Wooda, rodáka z Québecu, a jeho manželky Sally Elizy, rozené Fosterové, která se narodila ve Spojených státech. Jako nejmladší z pěti dětí vyrůstala na rodinné farmě v Knowltonu. 
Pracovala jako učednice u slavného fotografa Williama Notmana v Montrealu, který ji seznámil s portréty, krajinomalbou a žánry.  Poté se vrátila do okresu Brome, kde pracovala ve fotografickém studiu Johna A. Wheelera v Knowltonu. Poté, co Wheeler v roce 1897 odešel do důchodu, si Woodová v Knowltonu otevřela vlastní studio. Kolem roku 1905 vytvořila sérii pohlednic zobrazujících budovy v Knowltonu a krajiny z okresu Brome, které byly tónovány a vydány nakladatelstvím Valentine &amp; Sons ve Skotsku.   Woodová také pořizovala venkovní záběry velkých rodinných setkání. Kromě mnoha konvenčních ateliérových portrétů některé obsahují jako jediný doplněk křeslo.

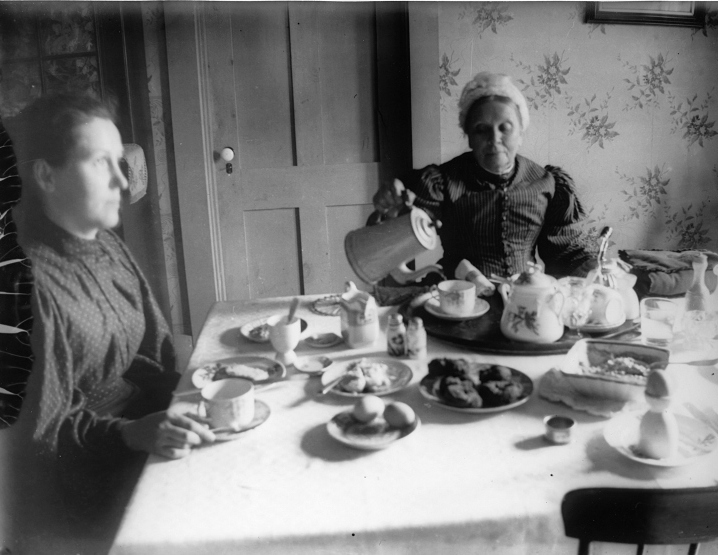
Sally Elizabeth Woodová: Čajový dýchánek, žena nalévající čaj, Knowlton, Québec, asi 1900

Její díla jsou ve sbírce McCordova muzea.  Byla jednou z mála žen pracujících v tomto období ve fotografii a byla také výjimečná tím, že pracovala se skleněnými negativy  a sama přepravovala potřebné těžké vybavení na různá místa v krajině.  Mezi další techniky, které používala, patřily stříbrné želatinové tisky a carte de visite. Nebála se odhalit své pohlaví a svou sérii pohlednic podepisovala „Miss S. E. Wood“. 
Woodová provozovala vlastní ateliér přibližně do roku 1907. Zemřela v roce 1928.  Její díla vystavilo muzeum Lac-Brome od května 2021 do dubna 2022 spolu s díly Johna Wheelera (1864-1933) na výstavě s názvem „Wood & Wheeler“.  

## Sbírka
Více než 300 ukázek jejích děl je uloženo v muzeu Lac-Brome ve sbírce s názvem „Fonds BCHS202 - Sally E. Wood fonds“. Patří mezi ně fotografické tisky a skleněné negativy pořízené mezi lety 1857 a 1928. Zobrazují okres Brome s malebnými venkovskými scenériemi a pohledy na místní architekturu. 